# Phoma zingiberis
Phoma zingiberis är en lavart som först beskrevs av T.S. Ramakr., och fick sitt nu gällande namn av Khune 1979. Phoma zingiberis ingår i släktet Phoma, ordningen Pleosporales, klassen Dothideomycetes, divisionen sporsäcksvampar och riket svampar.   Inga underarter finns listade i Catalogue of Life.